# Ondreville-sur-Essonne
Ondreville-sur-Essonne település Franciaországban, Loiret megyében. Lakosainak száma 403 fő (2022. január 1.). Ondreville-sur-Essonne Aulnay-la-Rivière, Briarres-sur-Essonne, Grangermont, La Neuville-sur-Essonne és Puiseaux községekkel határos.

## Népesség
A település népességének változása:
| Lakosok száma | 184  | 263  | 286  | 357  | 397  | 408  | 407  | 402  | 399  | 403  |
|               | 1968 | 1982 | 1990 | 2006 | 2013 | 2015 | 2017 | 2019 | 2020 | 2022 |